# Aristelliger cochranae
Aristelliger cochranae — вид геконоподібних ящірок родини Sphaerodactylidae. Ендемік острова Навасса. Вид названий на честь американської герпетологині Доріс Мейбл Кочран.

## Опис
Довжина гекона Aristelliger cochranae (без врахування хвоста) становить 53 мм у самиць і 63 мм у самців. Забарвлення верхньої частини тіла варіюється від бежевого до рудувато-каштанового, на спині світлі плями. На голові є темно-каштанові смуги. Хвіст темно-сірий або чорний, у молодих ящірок на хвості є чіткі білі поперечні смуги. Лапи відносно короткі, масивні.

## Поширення і екологія
Aristelliger cochranae є ендеміками острова Навасса, розташованого між Гаїті і Ямайкою. Вони живуть в сухих тропічних лісах, в заростях фікусів і пальм Leucothrinax morrisii, трапляються в покинутих будівлях та серед скель. Ведуть нічний, деревний спосіб життя, живляться комахами.